# Dekanat Wisła
Dekanat Wisła – jeden z 23 dekanatów katolickich wchodzących w skład diecezji bielsko-żywieckiej, w którego skład wchodzi 9 parafii, które w 2005 zamieszkiwało łącznie ponad 12 tysięcy wiernych.

## Przełożeni
- Dziekan: ks. Tadeusz Serwotka
- Wicedziekan: ks. Wiesław Firlej
- Ojciec duchowny: o. dr Wit Chlondowski OFM[2]
- Duszpasterz Służby Liturgicznej: ks. Rafał Dendys
- Dekanalny wizytator katechizacji: ks. Wiesław Bajger
- Dekanalny duszpasterz rodzin: ks. Ireneusz Kurkowski
- Dekanalny duszpasterz młodzieży: ks. Marcin Puchałka

## Parafie
- Ustroń: Parafia św. Klemensa
- Ustroń (Hermanice): Parafia NMP Królowej Polski
- Ustroń (Lipowiec): Parafia Podwyższenia Krzyża Świętego
- Ustroń (Nierodzim): Parafia św. Anny
- Ustroń (Polana): Parafia Dobrego Pasterza
- Ustroń (Zawodzie): Parafia św. Brata Alberta
- Wisła: Parafia Wniebowzięcia NMP
- Wisła (Głębce): Parafia Znalezienia Krzyża Świętego
- Wisła (Nowa Osada): Parafia św. Pawła od Krzyża